# UCP3
UCP3 (англ. Uncoupling protein 3) – білок, який кодується однойменним геном, розташованим у людей на короткому плечі 11-ї хромосоми. Довжина поліпептидного ланцюга білка становить 312 амінокислот, а молекулярна маса — 34 216.
| 10         |  | 20         |  | 30         |  | 40         |  | 50         |
| ---------- |  | ---------- |  | ---------- |  | ---------- |  | ---------- |
| MVGLKPSDVP |  | PTMAVKFLGA |  | GTAACFADLV |  | TFPLDTAKVR |  | LQIQGENQAV |
| QTARLVQYRG |  | VLGTILTMVR |  | TEGPCSPYNG |  | LVAGLQRQMS |  | FASIRIGLYD |
| SVKQVYTPKG |  | ADNSSLTTRI |  | LAGCTTGAMA |  | VTCAQPTDVV |  | KVRFQASIHL |
| GPSRSDRKYS |  | GTMDAYRTIA |  | REEGVRGLWK |  | GTLPNIMRNA |  | IVNCAEVVTY |
| DILKEKLLDY |  | HLLTDNFPCH |  | FVSAFGAGFC |  | ATVVASPVDV |  | VKTRYMNSPP |
| GQYFSPLDCM |  | IKMVAQEGPT |  | AFYKGFTPSF |  | LRLGSWNVVM |  | FVTYEQLKRA |
| LMKVQMLRES |  | PF         |  |            |  |            |  |            |

A: Аланін

C: Цистеїн

D: Аспарагінова кислота

E: Глутамінова кислота

F: Фенілаланін

G: Гліцин

H: Гістидин

I: Ізолейцин

K: Лізин

L: Лейцин

M: Метіонін

N: Аспарагін

P: Пролін

Q: Глутамін

R: Аргінін

S: Серин

T: Треонін

V: Валін

W: Триптофан

Задіяний у таких біологічних процесах, як транспорт, альтернативний сплайсинг. 
Локалізований у мембрані, мітохондрії, внутрішній мембрані мітохондрії.